# Erdialdea (Saint-Sébastien)
Erdialdea (Centro en espagnol) est un quartier de Saint-Sébastien, dans la province du Guipuscoa, dans la communauté autonome du Pays basque en Espagne. C'est l'un des 20 quartiers ou arrondissements sur le plan administratif de la ville depuis 2003.

## Géographie
Ce quartier est limité au Nord par la mer, à l'est par la rivière Urumea, à l'Ouest par la Baie de la Kontxa et du quartier d'Aiete et au sud par le quartier d'Amara Berria.
L'arrondissement est composé sur le plan officiels par le quartier historique la Parte Zaharra), les Ensanches du XIXe siècle (Ensanche Meridional ou de Cortázar, Ensanche de Saint-Martin, Ensanche Oriental, Ensanche d'Amara...) qui constituent le Centre, la Promenade de Mirakontxa qui borde la Baie de la Kontxa, le quartier d'Amara Zaharra et la colline de Saint-Barthélemy; des zones urbanisée, à cela s'ajoute le port, le mont Urgull et l'Île de Sainte Claire.
Grande part du quartier a été bâtie à partir de 1863, après la destructions des murailles défensives. La création est due à l'architecte Antonio Cortázar.
Erdialdea est un quartier de caractère tertiaire.

## Zones
Selon le Plan Général d'Ordre Urbain le Centre de Saint-Sébastien se diviserait dans les suivants quartiers:
- Urgull-Sainte Claire
- Port
- Parte Zaharra
- Ensanche
- Saint-Barthélemy
- Amara Zaharra
- Promenade de Mirakontxa
- Aldapeta
- San Roke

## Port
Le port de Saint-Sébastien est situé à l'est de l'Alde Zaharra et protégée par le mont Urgull.

Vue du centre
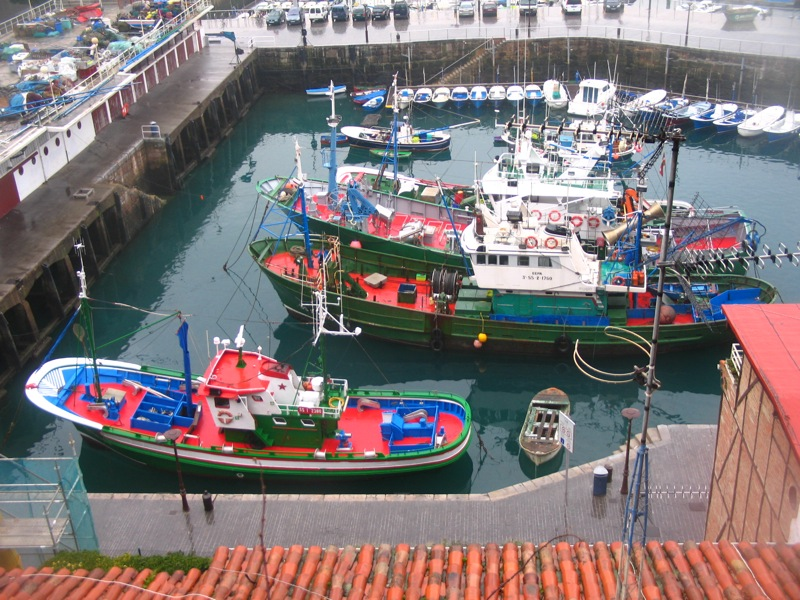
Bateaux de pêche dans le port
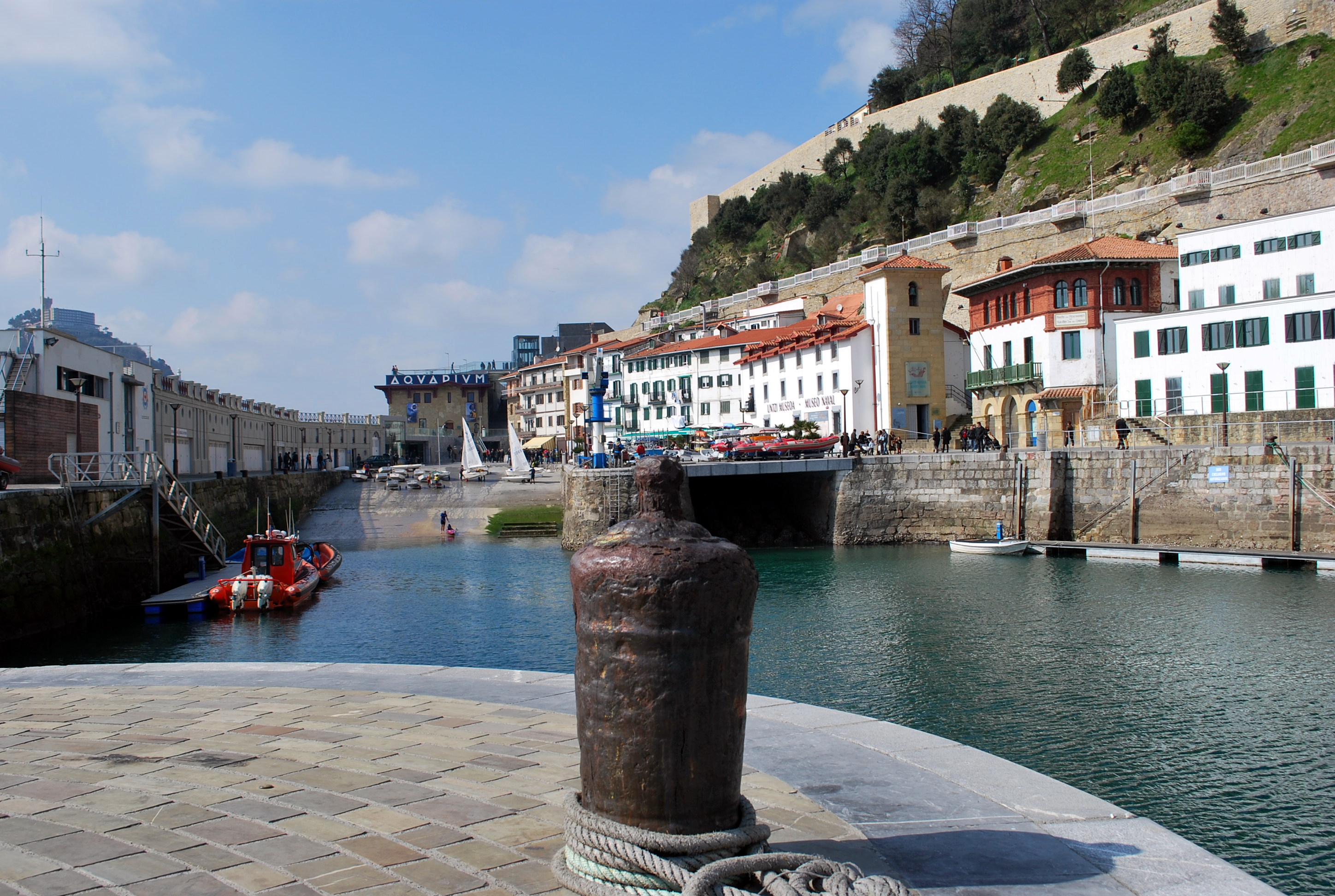
Aquarium et maisons du port
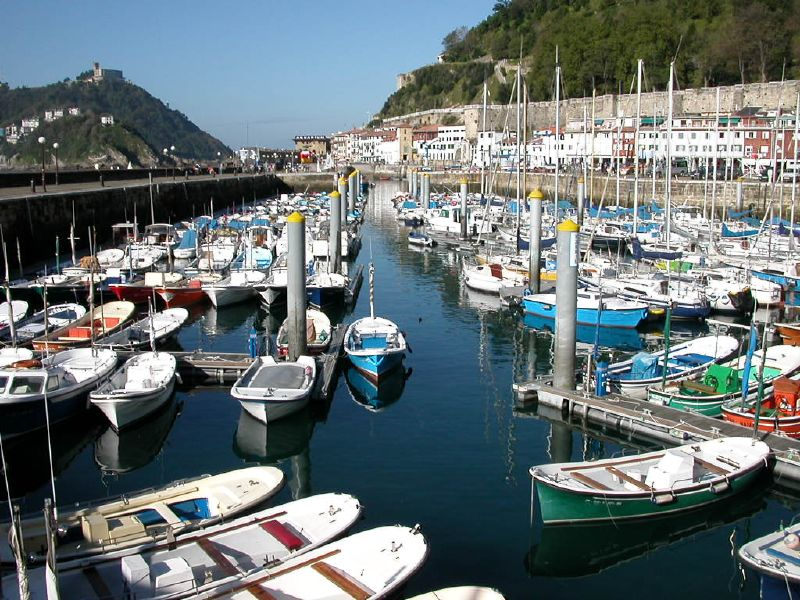
Embarcations du port

## Répertoire des rues
- 31 de Agosto, Calle del / Abuztuaren 31-a Kalea (Trinidad,al menos desde 1566; 31 de agosto, 1877)
- Alcalde Ramón Labayen, Plaza del / Ramon Labayen Alkatea Plaza (Santa Catalina; Ramón Labayen, 2014[3])
- Aldamar, Calle de / Aldamar Kalea (1887)
- Aldapeta, Calzada de / Aldapeta (antes de 1863)
- Alderdieder, Parque de / Alderdieder Parkea (Alderdi Eder, 1879)
- Alfonso VIII, Calle de / Alfontso VIII-a Kalea (1891)
- Alto de Amara, Calle del / Amara Gaineko Kalea (Amara Alto, 1982)
- Amara, Calle de / Amara Kalea (1891)
- Andia, Calle de / Andia Kalea (1866)
- Ángel, Calle del / Aingeru Kalea (ant.)
- Araba, Parque de / Araba Parkea
- Árbol de Gernika, Paseo del / Gernikako Arbolaren Pasealekua (Paseo del Urumea; Árbol de Guernica, 1905)
- Arrasate, Calle de / Arrasate Kalea (Calle del Príncipe, 1866; Pi y Margall, 1931; Hermanos Iturrino, 1937; Arrasate, 1979)
- Arroka, Calle de / Arroka Kalea (Arroca, 1937)
- Arroka, Plaza de / Arroka Plaza
- Autonomía, Calle de la / Autonomía Kalea (Paseo de la Autonomía, 1907; Tercio de Oriamendi, 1938; Autonomía, 1979)
- Bengoetxea, Calle de / Bengoetxea Kalea (Ambrosio de Bengoechea ,1866)
- Bergara, Calle de / Bergara Kalea (Vergara, 1866)
- Bilbao, Plaza de / Bilbao Plaza (1891)
- Bilintx, Calle de / Bilintx Kalea (1884)
- Blas de Lezo, Calle de / Blas de Lezo Kalea (Lezo, 1894; Blas de Lezo, 1895)
- Boulevard, Alameda del / Boulevard Zumardia (Paseo de la Alameda, 1866; Alameda de Calvo Sotelo, 1937, Alameda del Boulevard, 1979)
- Brecha, Plaza de la / Bretxa Plaza
- Buen Pastor, Plaza del / Artzai Onaren Plaza (1896)
- Camino, Calle de / Kamino Kalea (Camino, 1866; Doctor Camino, 1907)
- Campanario, Calle del / Kanpandegi Kalea
- Carlos Blasco de Imaz, Plaza de / Carlos Blasco de Imaz Plaza
- Centenario, Plaza del / Mendeurrenaren Plaza (1916)
- Cervantes, Plaza de / Cervantes Plaza (1905)
- Clara Campoamor, Plaza de / Clara Campoamor Plaza[4] (Padre Vinuesa, 1920; Clara Campoamor, 2018)
- Concha, Paseo de la / Kontxa Pasealekua (Calle de los Baños; Paseo de la Concha, 1869)
- Constitución, Plaza de la / Konstituzio Plaza (Plaza Nueva; Plaza de la Constitución, 1820; Plaza del 18 de julio, 1937; Plaza de la Constitución, 1979)
- Easo, Calle de / Easo Kalea (Easo, 1886; Víctor Pradera, 1938; Easo, 1979)
- Easo, Plaza de / Easo Plaza (1886)
- Elbira Zipitria, Camino de la Andereño / Andereño Elbira Zipitria Bidea (1984)
- Elcano, Calle de / Elkano Kalea (Elcano, 1866)
- Eugenio Goia, Pasaje de / Eugenio Goia Pasaia (2007)[5]
- Euskal Herria, Calle de / Euskal Herria Kalea (Euskalerria, 1895)
- Embeltrán, Calle de / Enbeltran Kalea (à partir del incendio de 1813, hubo otra calle con el mismo nombre antes de 1722)
- España, Plaza de / Espainia Plaza (Plaza Elíptica; Plaza de España, 1913)
- Esterlines, Calle de los / Esterlines Kalea (desde al menos 1566)
- Echaide, Calle de / Etxaide Kalea (Echaide, 1866)
- Fe, Paseo de la / Fedearen Pasealekua (1982)
- Fuente de la Salud, Calle de la / Osasuniturria Kalea (Particular de la Salud; de la Salud)
- Fueros, Paseo de los / Foruen Pasealekua (1891)
- Garibay, Calle de / Garibai Kalea (Garibay, 1866)
- General Etxague, Calle del / Etxague Jeneralaren Kalea (General Echagüe, 1887)
- General Jauregi, Calle del / Jauregi Jeneralaren Kalea (General Jáuregui, 1893)
- General Lertsundi, Calle del / Lertsundi Jeneralaren Kalea (General Lersundi, 1891)
- Guetaria, Calle de / Getaria Kalea (del Ensanche, 1866; Guetaria, 1877)
- Guipúzcoa, Plaza de / Gipuzkoa Plaza (Guipúzcoa, 1866)
- Hernani, Calle de / Hernani Kalea (Aduana, 1866; Hernani, 1875)
- Fuenterrabía, Calle de / Hondarribia Kalea (Fuenterrabía, 1866)
- Idiakez, Calle de / Idiakez Kalea (Idiáquez, 1866)
- Igentea, Calle de / Ijentea Kalea (Engente, Enginte o Igente, siglo XVI)
- Iñigo, Calle de / Iñigo Kalea (Iñigo Bajo; Iñigo, tras el incendio de 1813)
- Jacques Cousteau, Plaza de / Jacques Cousteau Plaza
- Kai Arriba, Plaza de / Kaiarriba Plaza
- Kaimingaintxo, Plaza de / Kaimingaintxo Plaza
- Fermín Calbetón, Calle de / Fermin Kalbeton Kalea (Puyuelo, desde al menos 1338; Fermín Calbetón, 1919)
- Juan de Bilbao, Calle de / Joan Bilbao Kalea (desde al menos 1630)
- Larramendi, Calle de / Larramendi Kalea (1891)
- Lasala, Plaza de / Lasala Plaza (Plazuela de la Aduana, 1851; Plaza Lasala, 1853)
- Lasta, Plaza de la / Lasta Plaza
- Legazpi, Calle de / Legazpi Kalea (1866)
- Libertad, Avenida de la / Askatasunaren Hiribidea (Avda. de la Reina, 1866; Avda. de la Libertad, 1869; Avda.de España, 1937; Avda. de la Libertad, 1979)
- Lizarra-Estella, Calle de / Lizarra-Estella Kalea (2017)[6]
- Loyola, Calle de / Loiola Kalea (Loyola, 1866; San Ignacio de Loyola, 1895)
- Manterola, Calle de / Manterola Kalea (1902)
- Mari, Calle de / Mari Kalea (Frente al Muelle, 1897; Mari, 1917)
- María Cristina, Puente de / Maria Kristina Zubia (1905)
- Marina, Calle de la / Marinel Kalea (1866)
- Marqués de Miraflores, Calle del / Mirafloresko Markesa Kalea (1907)
- Mayor, Calle / Kale Nagusia (desde al menos 1630)
- Mentxu Gal, Jardines de / Mentxu Gal Lorategiak (2015)
- Miguel Muñoa, Plaza de / Miguel Muñoa Plaza (1983)
- Mirakontxa (Miraconcha), Paseo de / Mirakontxa Pasealekua
- Miramar, Calle de / Miramar Kalea (1866)
- Mollaberria, Paseo de / Mollaberria
- Mollaerdia
- Moraza, Calle de / Moraza Kalea (1914)
- Muelle, Paseo del / Kaiko Pasealekua (nombre popular oficializado en 1982)
- Narrica, Calle / Narrika Kalea (desde al menos 1566)
- Nuevo, Paseo / Pasealeku Berria (Príncipe de Asturias, 1916; de la República, 1931; José Antonio Primo de Rivera,1937; Paseo Nuevo, 1979)
- Oquendo, Calle de / Okendo Kalea (Oquendo, 1866)
- Oquendo, Plaza de / Okendo Plaza (Oquendo, 1866)
- Parque, Calle del / Parke Kalea (Parque, 1950; Columna Sagardia, 1962; Parque de Araba, 1979)
- Pedro Egaña, Calle de / Pedro Egaña Kalea (1891)
- Peñaflorida, Calle de / Peñaflorida Kalea (Conde de Peñaflorida, 1866)
- Perujuancho, Calle de / Perujuantxo Kalea (Nueva de Perujuancho, tras el incendio de 1813; Perujuancho, 1896)
- Pescadería, Calle de la / Arrandegi Kalea (tras el incendio de 1813)
- Prim, Calle de / Prim Kalea (1890)
- Puerto, Calle del / Portu Kalea (Iñigo Alto)
- Rafael Munoa, Calle de / Rafael Munoa Kalea (Conde de Plasencia, 1938; Rafael Munoa, 2012)
- Reina Regente, Calle de la / Erregina Erregentea Kalea (Reina Regente, 1887; Francisco Gascue, 1931; Reina Regente, 1937)
- República Argentina, Paseo de la / Argentinar Errepublikaren Pasealekua (Paseo de la Zurriola; República Argentina, 1913)
- Reyes Católicos, Calle de los / Errege-Erregina Katolikoen Kalea (Isabel la Católica, 1891; Reyes Católicos, 1962)
- Salamanca, Paseo de / Salamanka Pasealekua (Marqués de Salamanca, 1885)
- San Bartolomé, Calle de / San Bartolomé Kalea (1866)
- San Jerónimo, Calle de / San Jerónimo Kalea (desde al menos 1630)
- San Juan, Calle de / San Joan Kalea (Maese Lope o Toneleros, desde 1566)
- San Lorenzo, Calle de / San Lorentzo Kalea (Lorenzio, al menos desde 1630)
- San Marcial, Calle de / San Martzial Kalea (1866)
- San Martin, Calle de / San Martin Kalea (1866)
- San Roque, Calle de / San Roke Kalea (1950)
- San Vicente, Calle de / San Bizente Kalea (desde al menos 1566)
- Sánchez Toca, Calle de / Sanchez Toca Kalea (1902; Melchor Sánchez Toca, 1905; Doctor Sánchez Toca, 1916)
- Santa Catalina, Calle de / Santa Katalina Kalea (1866)
- Santa Catalina, Puente de / Santa Katalinako Zubia (desde 1377)
- Santa Clara, Isla de / Santa Klara Uhartea (desde al menos 1489)
- Santa Corda, Calle de / Santa Korda Kalea (1962)
- Sarriegui, Plaza de / Sarriegi Plaza (Plaza Pública, 1828; Plazuela de las Escuelas, 1830; Sarriegui, 1933)
- Sokamuturra, Callejón de la / Sokamuturra Kalexka (1998)[7]
- Soraluze, Calle de / Soraluze Kalea (Soraluce, 1902)
- Subida al Castillo, Calle de la / Gaztelubide (nombre popular, oficializado en 1982)
- Trinidad, Plaza de la / Trinitate Plaza (1962)
- Triunfo, Calle del / Triunfo Kalea (1866)
- Txurruka, Calle de / Txurruka Kalea (Churruca, 1866)
- Urbieta, Calle de / Urbieta Kalea (1866)
- Urdaneta, Calle de / Urdaneta Kalea (1891)
- Valentín Olano, Calle de / Valentin Olano Kalea (1920)
- Valle de Lersundi, Plazuela de / Valle Lersundi Plazatxoa (Kañoietan, nombre popular; Valle de Lersundi, 1978)
- Virgen del Coro, Calle de la / Koruko Ama Birjinaren Kalea (1938)
- Xabier Zubiri, Plaza de / Xabier Zubiri Plaza (1994)
- Zaragoza, Plaza de / Zaragoza Plaza (Calle del Arenal, 1866; Plaza Zaragoza, 1936)
- Zubieta, Calle de / Zubieta Kalea (1866)
- Zubieta, Plaza de / Zubieta Plaza (1866)
- Zuloaga, Plaza de / Zuloaga Plaza (1945)
- Zurriola, Puente de la / Zurriolako Zubia (1917; popularmente Puente del Kursaal)